# Nadia Léger
Pour les articles homonymes, voir Léger.
Nadia Léger, née Nadia Khodossievitch le 4 octobre 1904 à Ossetishchi (be) (région de Vitebsk) en Biélorussie et morte le 7 novembre 1982 à Grasse (Alpes-Maritimes), est une peintre d'origine biélorusse.

## Biographie
Née en Biélorussie, Nadia Khodossievitch a 13 ans quand sa famille fuit les combats de la Première Guerre mondiale et la disette en se réfugiant à Beliov, en Russie centrale. Elle s'inscrit à 15 ans au Palais des arts créé par le nouveau pouvoir soviétique pour apprendre le dessin. Entre 1919 et 1921, elle poursuit à Smolensk son apprentissage dans les cours de Władysław Strzemiński et de Kasimir Malevitch, réalisant ses premières œuvres suprématistes dont il ne subsiste à ce jour qu’une huile sur toile, Presse-papiers (1920) et un Carnet de croquis (1919-20).
Fin 1921, elle arrive à Varsovie et s'inscrit à l'école des Beaux-Arts, ce qui ne l’empêche pas de côtoyer l’avant-garde polonaise, comme en témoigne une gouache de 1923, Protestation contre l’École des beaux-arts.
Elle épouse en 1924 le peintre polonais Stanisław Grabowski (pl) puis complète sa formation à Paris en 1925 à l'Académie Moderne dirigée par Fernand Léger et Amédée Ozenfant. Léger confie alors à l'élève brillante la charge de professeur-assistante dans sa nouvelle Académie d'Art contemporain, fonction qu'elle garde jusqu'à la mort du maître.
En 1926, à la Galerie d'Art Contemporain du 30 juin au 13 juillet, elle participe à l'exposition de l'Atelier Fernand Léger à l'Académie Moderne, puis expose avec son époux. En 1927, elle expose dans cette même galerie avec Grabowski et Alice Halicka et participe à l'exposition de l'Académie Moderne à la galerie Aubier et à nouveau en 1928 et en 1929 à l'exposition l'Art Polonais, galerie Éditions Bonaparte, Salon de l'Art Français Indépendant.
Son œuvre est à cette époque inspirée par le cubisme et le purisme et elle réalise une série de natures mortes et de nus dont une toile, Nu (1925) rejoint la collection de la vicomtesse de Noailles. Influencée par Arp, elle conçoit une série de formes anti-géométriques dont une toile, Composition planimétrique (1926) côtoyant les œuvres de Picasso ou Mondrian, rejoint les collections du Musée de Łódź en Pologne en 1931.
En 1927, Grabowski et Nadia Khodossievitch se séparent après la naissance de leur fille. C'est à cette époque qu'elle se lie avec Fernand Léger puis avec le peintre George Bauquier, devenu l'un des élèves de l'atelier. En 1930, elle crée avec le poète Jan Brzekowski, la revue franco-polonaise l'Art Contemporain à laquelle collabore notamment Piet Mondrian et dont les couvertures sont réalisées par Fernand Léger et Hans Arp. Elle participe à Cercle et Carré et maintient les contacts avec l'avant-garde polonaise. Nadia Khodossievitch supervise des travaux de groupes à l'Académie de Léger, tels que les panneaux peints pour le rassemblement des femmes pour la paix. Ses nus et ses natures mortes sont à cette période d'une grande rigueur et d'une richesse de tons.
Tentée par l’aventure surréaliste, comme en témoignent ses Outils dans l’espace (1932) et Jouets de ma fille dans l’espace (1932), elle change résolument de style à partir de la fin des années trente. Ayant adhéré au Parti communiste en 1933, Nadia Khodossievitch, avec l’Atelier Léger, se mobilise en faveur du Front populaire en participant à la réalisation des grandes œuvres collectives ornant les manifestations populaires. Certains décors sont réalisés en collaboration avec Charlotte Perriand. Nadia Khodossievitch signe ses premières œuvres engagées comme son Autoportrait au drapeau rouge (1936). C’est à partir de cette date que se fait sentir l’influence de Fernand Léger avec son autoportrait intitulé Femme et pierre (1937).
Installé à Montrouge, l’Atelier Léger ferme ses portes sous l’Occupation. Fernand Léger se réfugie aux États-Unis, tandis que Nadia Khodossievitch entre dans la clandestinité et dans la Résistance dans les réseaux de Gaston Laroche puis au sein de l’Union des patriotes soviétiques. Jamais elle ne cesse de peindre. Pendant quatre ans, Nadia Khodossievitch livre quelques toiles majeures comme Le serment d’une résistante (1941), Wanda, La Mort de Tania ou Portrait de Fernand Léger au coq rouge (1942).
À la Libération, Nadia Khodossievitch qui a rouvert l’Atelier, met son talent au service du PCF dont elle décore les congrès et les grands rassemblements de masse par des portraits géants des leaders communistes et soviétiques. Les effigies de Thorez et Duclos côtoient celles de Staline et de Lénine.
Son mariage en 1952 avec Fernand Léger correspond à un tournant dans son œuvre. Nadia Léger, sous le nom de Nadia Petrova, expose une cinquantaine de toiles à la galerie Bernheim-jeune à Paris. Dans la veine du réalisme socialiste et tout en assumant l’influence de son mari, Nadia Petrova signe quelques-unes de ses œuvres les plus abouties, des huiles sur toile en grand format aux titres explicites : Les mineurs, La marchande de poisson, Maiakovski, La Paix, Corée 1952, Staline et la pionnière et même Les constructeurs en référence à l’œuvre iconique de Fernand Léger. L’une des toiles Les musiciens tadjiks orne plus tard le bureau de Louis Aragon.
Après la mort de Fernand Léger en 1955, elle fait construire le musée Fernand-Léger à Biot inauguré en 1960 en présence de Maurice Thorez et de Marc Chagall. En 1967, elle et Georges Bauquier, avec lequel elle s'est remariée, offrent à l'État le bâtiment, le parc et 385 œuvres : peintures, dessins, céramiques, bronzes et tapisseries. Le 4 février 1969, André Malraux, ministre d'État chargé des Affaires culturelles, reçoit officiellement la donation du désormais musée national Fernand-Léger.
En 1970, Nadia Léger transforme la maison familiale du peintre à Lisores (Normandie) en Ferme-Musée Fernand Léger .
Tout en veillant à la conservation et à la valorisation de l’œuvre de Fernand Léger dont elle fut l’unique ayant-droit, Nadia Petrova se consacre à son art. Elle se lance dans la conception d’une centaine de portraits en mosaïque monumentale qui sont réalisés par le couple Lino et Heidi Melano, mosaïstes de renom. Présentées à Malakoff en 1972, les mosaïques sont offertes à l’URSS, exposées à Moscou et désormais installées dans des lieux publics dans plusieurs villes de Russie. Parallèlement, elle effectue un retour vers le suprématisme exhumant ses œuvres de jeunesses dont Carnets de croquis (1920) inspirées par Malévitch qu’elle adapte en huile sur toile et qui sont présentées lors de l’exposition « Évolution première 1920-1926 » à Paris dans sa galerie du boulevard Raspail.
Retirée dans sa propriété de Callian, elle poursuivit ses recherches jusqu'à son décès en 1982. Elle repose désormais dans ce petit village du Var.

## Postérité
Nadia Léger a vécu dans l’ombre de Fernand Léger. Après la disparition du peintre, elle se consacre à sa mémoire. Cet engagement s’est fait aux dépens de son œuvre personnelle qui reste à ce jour méconnue. 
Un travail de réhabilitation est en cours avec notamment la parution du premier livre important qui lui est consacré en septembre 2019 : « Nadia Léger, l’histoire extraordinaire d’une femme de l’ombre », dirigé et écrit par Aymar du Chatenet.
De novembre 2024 à mars 2025, une exposition lui est consacrée au musée Maillol de Paris,.

## Audiovisuel
- Nadia et Fernand Léger, la face cachée d'un Maître, 2018. Un film de Catherine Aventurier, co-écrit par Aurélia Rouvier, Production : Caroline Broussaud pour france.tv studio. Diffusion : France Télévisions.
- Une maison, un artiste : La ferme d'un peintre paysan, un film de Dominique Thiéry, sur une idée de Patrick Poivre d’Arvor, 2019. Production : A prime group, avec la participation de France TV. Diffusion : France 5, dimanche 26 août 2019.